# فرسنينيا
بلدية فرسنينيا (بالإسبانية: Fresneña)‏, هي إحدى بلديات مقاطعة برغش, التي تقع في منطقة قشتالة وليون, والتي تقع في شمال غرب إسبانيا.
يبلغ عدد سكانها 113 نسمة وفقاً لإحصائية سنة (2002).